# Copa Libertadores Femenina 2019
Die Copa Libertadores Femenina 2019 ist die elfte Austragung des einzigen internationalen Frauenfußballwettbewerbes für Vereinsmannschaften des südamerikanischen Kontinentalverbandes CONMEBOL. Der Wettbewerb wird in einem zweiwöchigen Turniermodus erstmals in Ecuador zwischen dem 11. und 28. Oktober 2019 ausgetragen. Sämtliche Partien des Turnieres werden – anders als bei der Herren-Ausgabe – ohne Rückspiele ausgetragen.

## Turnierunterbrechung
Nachdem die vier Auftaktpartien am 11. Oktober 2019 noch gespielt wurden, erklärte die CONMEBOL am 12. Oktober 2019 die Unterbrechung des Spielbetriebs und Verschiebung der anstehenden Begegnungen auf einen noch nicht festgelegten Termin. Als Begründung wurde die allgemeine Sicherheitslage angegeben, die durch die anhaltenden gewalttätigen Proteste in der ecuadorianischen Hauptstadt Quito nicht mehr gewährleistet sei.

## Teilnehmerzahl
Erstmals seit Einführung der Copa Libertadores Femenina wurde die Teilnehmerzahl auf 16 erhöht. Dabei erhalten die vier besten Verbände der Verbandswertung einen zusätzlichen Startplatz. Es wird weiterhin in Gruppen mit je 4 Mannschaften gespielt, von denen sich nun die beiden besten Teams für das neu geschaffene Viertelfinale qualifizieren. Ein Gruppensieger spielt in einem K.O.-Spiel gegen einen Gruppenzweiten um den Einzug ins Halbfinale.

## Teilnehmende Mannschaften
| Land        | Verein                    | Qualifikationsgrund                                            |
| ----------- | ------------------------- | -------------------------------------------------------------- |
| Argentinien | UAI Urquiza               | Meister der Primera División de Fútbol Femenino 2018/19        |
| Bolivien    | Mundo Futuro FC           | Meister des Campeonato Boliviano de Futebol Feminino 2019      |
| Brasilien   | Corinthians São Paulo     | Brasilianischer Meister 2018                                   |
| Brasilien   | Ferroviária               | Vierter der brasilianischen Meisterschaft 2018                 |
| Chile       | CD Santiago Morning       | Meister der Primera División de Fútbol Femenino 2018           |
| Chile       | CSD Colo-Colo             | Gewinner des Libertadores-Qualifikationsturniers 2019          |
| Kolumbien   | Atlético Huila            | Titelverteidiger                                               |
| Kolumbien   | América de Cali           | Kolumbianischer Meister 2019                                   |
| Kolumbien   | Independiente Medellín    | Kolumbianischer Vizemeister 2019                               |
| Ecuador     | Deportivo Cuenca          | Meister des Campeonato Ecuatoriano de Fútbol Femenino 2019     |
| Ecuador     | Ñañas FC                  | Vizemeister des Campeonato Ecuatoriano de Fútbol Femenino 2019 |
| Paraguay    | Cerro Porteño             | Meister des Campeonato Paraguayo de Fútbol Femenino 2018       |
| Paraguay    | Club Libertad             | Vizemeister des Campeonato Paraguayo de Fútbol Femenino 2018   |
| Peru        | CD Municipalidad de Majes | Meister des Campeonato Peruano de Fútbol Femenino 2018         |
| Uruguay     | Peñarol Montevideo        | Meister des Campeonato Uruguayo de Fútbol Femenino 2018        |
| Venezuela   | Estudiantes de Caracas SC | Meister des Campeonato Venezolano de Fútbol Femenino 2019      |

## Spielstätten
| Estadio Olímpico Atahualpa | Estadio La Casa Blanca |
| Quito                      | Quito                  |
| Estadio Olímpico Atahualpa | Estadio La Casa Blanca |
| Kapazität: 35.742          | Kapazität: 41.596      |

## Turnierverlauf

### Vorrunde
Die Auslosung der Gruppen erfolgte am 30. September 2019 in Quito.

#### Gruppe A
| Pl. | Verein             | Sp. | S | U | N | Tore    | Diff. | Punkte |
| --- | ------------------ | --- | - | - | - | ------- | ----- | ------ |
| 1.  | Atlético Huila     | 3   | 3 | 0 | 0 | 008:200 | +6    | 09     |
| 2.  | Cerro Porteño      | 3   | 2 | 0 | 1 | 004:500 | −1    | 06     |
| 3.  | Peñarol Montevideo | 3   | 0 | 1 | 2 | 003:500 | −2    | 01     |
| 4.  | CSD Colo-Colo      | 3   | 0 | 1 | 2 | 005:800 | −3    | 01     |

| 11. Oktober 2019 |       |                |
| Atlético Huila   | 2 : 1 | CA Peñarol     |
| Cerro Porteño    | 3 : 2 | CSD Colo-Colo  |
| 15. Oktober 2019 |       |                |
| Atlético Huila   | 3 : 0 | Cerro Porteño  |
| CA Peñarol       | 2 : 2 | CSD Colo-Colo  |
| 18. Oktober 2019 |       |                |
| CSD Colo-Colo    | 1 : 3 | Atlético Huila |
| CA Peñarol       | 0 : 1 | Cerro Porteño  |

#### Gruppe B
| Pl. | Verein                    | Sp. | S | U | N | Tore    | Diff. | Punkte |
| --- | ------------------------- | --- | - | - | - | ------- | ----- | ------ |
| 1.  | Deportivo Cuenca          | 3   | 3 | 0 | 0 | 010:300 | +7    | 09     |
| 2.  | Ferroviária               | 3   | 2 | 0 | 1 | 015:400 | +11   | 06     |
| 3.  | Estudiantes de Caracas SC | 3   | 1 | 0 | 2 | 004:700 | −3    | 03     |
| 4.  | Mundo Futuro FC           | 3   | 0 | 0 | 3 | 002:170 | −15   | 0      |

| 11. Oktober 2019          |        |                           |
| Deportivo Cuenca          | 3 : 1  | Estudiantes de Caracas SC |
| Mundo Futuro FC           | 1 : 10 | Ferroviária               |
| 15. Oktober 2019          |        |                           |
| Deportivo Cuenca          | 5 : 1  | Mundo Futuro FC           |
| Estudiantes de Caracas SC | 1 : 4  | Ferroviária               |
| 18. Oktober 2019          |        |                           |
| Ferroviária               | 1 : 2  | Deportivo Cuenca          |
| Estudiantes de Caracas SC | 2 : 0  | Mundo Futuro FC           |

#### Gruppe C
| Pl. | Verein                | Sp. | S | U | N | Tore    | Diff. | Punkte |
| --- | --------------------- | --- | - | - | - | ------- | ----- | ------ |
| 1.  | Corinthians São Paulo | 3   | 2 | 1 | 0 | 008:400 | +4    | 07     |
| 2.  | América de Cali       | 3   | 2 | 0 | 1 | 008:400 | +4    | 06     |
| 3.  | Club Libertad         | 3   | 1 | 1 | 1 | 005:300 | +2    | 04     |
| 4.  | Ñañas FC              | 3   | 0 | 0 | 3 | 002:120 | −10   | 0      |

| 14. Oktober 2019      |       |                       |
| Corinthians São Paulo | 3 : 1 | Ñañas FC              |
| América de Cali       | 1 : 0 | Club Libertad         |
| 17. Oktober 2019      |       |                       |
| Corinthians São Paulo | 3 : 1 | América de Cali       |
| Ñañas FC              | 0 : 3 | Club Libertad         |
| 19. Oktober 2019      |       |                       |
| Club Libertad         | 2 : 2 | Corinthians São Paulo |
| Ñañas FC              | 1 : 6 | América de Cali       |

#### Gruppe D
| Pl. | Verein                    | Sp. | S | U | N | Tore    | Diff. | Punkte |
| --- | ------------------------- | --- | - | - | - | ------- | ----- | ------ |
| 1.  | Independiente Medellín    | 3   | 1 | 1 | 1 | 008:300 | +5    | 04     |
| 2.  | UAI Urquiza               | 3   | 2 | 1 | 0 | 010:300 | +7    | 07     |
| 3.  | CD Santiago Morning       | 3   | 1 | 1 | 1 | 008:300 | +5    | 04     |
| 4.  | CD Municipalidad de Majes | 3   | 0 | 0 | 3 | 000:170 | −17   | 0      |

| 14. Oktober 2019          |       |                           |
| CD Santiago Morning       | 2 : 2 | UAI Urquiza               |
| CD Municipalidad de Majes | 0 : 6 | Independiente Medellín    |
| 17. Oktober 2019          |       |                           |
| CD Santiago Morning       | 5 : 0 | CD Municipalidad de Majes |
| UAI Urquiza               | 2 : 1 | Independiente Medellín    |
| 19. Oktober 2019          |       |                           |
| Independiente Medellín    | 1 : 1 | CD Santiago Morning       |
| UAI Urquiza               | 6 : 0 | CD Municipalidad de Majes |

### Finalrunde

#### Viertelfinale
| Datum            |                       | Ergebnis        |                     | Ort                         |
| ---------------- | --------------------- | --------------- | ------------------- | --------------------------- |
| 21. Oktober 2019 | Atlético Huila        | 2:3             | Ferroviária         | Estadio La Casa Blanca      |
| 21. Oktober 2019 | Deportivo Cuenca      | 3:3 (3:4 i. E.) | Cerro Porteño       | Estadio La Casa Blanca      |
| 22. Oktober 2019 | Corinthians São Paulo | 2:0             | CD Santiago Morning | Estadio Olímpico Atahualpa  |
| 22. Oktober 2019 | UAI Urquiza           | 2:3             | América de Cali     | Estadio Olímpico Atahualpa} |

#### Halbfinale
| Datum            |                       | Ergebnis |                 | Ort                        |
| ---------------- | --------------------- | -------- | --------------- | -------------------------- |
| 24. Oktober 2019 | Ferroviária           | 2:1      | Cerro Porteño   | Estadio Olímpico Atahualpa |
| 24. Oktober 2019 | Corinthians São Paulo | 4:0      | América de Cali | Estadio Olímpico Atahualpa |

#### Spiel um Platz 3
| Datum            |               | Ergebnis |                 | Ort                        |
| ---------------- | ------------- | -------- | --------------- | -------------------------- |
| 28. Oktober 2019 | Cerro Porteño | 1:3      | América de Cali | Estadio Olímpico Atahualpa |

### Finale
| Ferroviária                                            | Ferroviária | Corinthians São Paulo | Corinthians São Paulo |
| ------------------------------------------------------ | --- | --- | --------------------- |
| Ferroviária                                            | \| 28. Oktober 2019 in Quito (Estadio Olímpico Atahualpa) \| \| Ergebnis: 0:2 (0:0) \| \| Schiedsrichterin: Emikar Calderas Barrera ( Venezuela) \|                                                                                  | \| 28. Oktober 2019 in Quito (Estadio Olímpico Atahualpa) \| \| Ergebnis: 0:2 (0:0) \| \| Schiedsrichterin: Emikar Calderas Barrera ( Venezuela) \|                                              | Corinthians São Paulo |
| Ferroviária                                            | Luciana – Andréia Rosa, Géssica, Monalisa (78. Gabi Arcanjo), Ana Maria Barrinha – Rafaela Andrade, Maglia , Rafaela Mineira (67. Carol Tavares) – Nenê (62. Rosana), Nathane Cadorini, Aline Milene Cheftrainerin: Tatiele Silveira | Letícia Izidoro – Érika, Pardal, Juliete, Katiuscia – Tamires (91. Cacau), Gabi Zanotti, Grazielle , Paulinha (62. Giovanna Crivelari) – Millene, Victória Albuquerque Cheftrainer: Arthur Elias | Corinthians São Paulo |
| Ferroviária                                            | 0:1 Giovanna Crivelari (74.) 0:2 Juliete (90.) | | Corinthians São Paulo |
| 28. Oktober 2019 in Quito (Estadio Olímpico Atahualpa) | | |                       |
| Ergebnis: 0:2 (0:0)                                    | | |                       |
| Schiedsrichterin: Emikar Calderas Barrera ( Venezuela) | | |                       |

## Statistik

### Beste Torschützinnen
| Rang | Spielerin           | Klub                  | Tore |
| ---- | ------------------- | --------------------- | ---- |
| 1    | Nathane Cadorini    | Ferroviária           | 9    |
| 2    | Madelin Riera       | Deportivo Cuenca      | 8    |
| 3    | Mariana Larroquette | UAI Urquiza           | 6    |
|      | Gisela Robledo      | América de Cali       | 6    |
|      | Kena Romero         | Atlético Huila        | 6    |
| 6    | Millene             | Corinthians São Paulo | 5    |